# Apatura silviella
Apatura silviella är en fjärilsart som beskrevs av Cabeau 1910. Apatura silviella ingår i släktet Apatura och familjen praktfjärilar. Inga underarter finns listade i Catalogue of Life.